# Скоростная железная дорога Шицзячжуан — Ухань
Скоростная железная дорога Шицзячжуан — Ухань (кит. трад. 石武客運專線, упр. 石武客运专线, пиньинь Shíwǔ Kèyùn Zhuān Xiàn) — 840-километровая высокоскоростная железная дорога, соединяющая города Шицзячжуан Чжэнчжоу и Ухань — соответственно столицы провинций Хэбэй, Хэнань и Хубэй. Дорога называется также Шиу по первым слогам соединяемых городов.
Начало строительства — в октябре 2008 года, сдача — в декабре 2012 года. Объём инвестиций в строительство дороги — 116,76 миллиардов юаней. Дорога рассчитана на скорости до 350 км/час.
Эта дорога является частью высокоскоростной магистрали Пекин — Гонконг. Следующие секции линия Ухань — Гуанчжоу и продолжение до Шэньчжэня (Скоростная железная дорога Гуанчжоу — Шэньчжэнь — Гонконг) и предыдущая секция Пекин — Шицзячжуан также введены в эксплуатацию.
В городе Ухань дорога проходит по мосту Тяньсинчжоу через Янцзы, который был открыт в декабре 2009 года.
Секция Чжэнчжоу — Ухань была пущена в эксплуатацию 28 сентября 2012 года. В расписание были включены скоростные поезда, в том числе от Сианя до Гуанчжоу. Весь путь для высокоскоростных поездов по этому участку составил около двух часов вместо четырёх. Прямые поезда Сиань — Шэньчжэнь (такие, как G824/G821 и G838/G835) проходят через восточный и западный вокзалы Чжэнчжоу.
26 декабря 2012 года было завершено строительство всего участка, и открылось сквозное движение поездов от Пекина до Шэньчжэня.

## Остановки
1. Шицзячжуан—Южный (кит. 石家庄南站)
2. Гаои—Западный (кит. 高邑西站)
3. Синтай—Восточный (кит. 邢台东站)
4. Ханьдань—Восточный (кит. 邯郸东站)
5. Аньян—Восточный (кит. 安阳东站)
6. Хэби—Восточный (кит. 鹤壁东站)
7. Синьсян—Восточный (кит. 新乡东)
8. Чжэнчжоу—Восточный (кит. 郑州东站)
9. Синьчжэн—Восточный (кит. 新郑东站)
10. Сюйчан—Восточный (кит. 许昌东站)
11. Лохэ—Западный (кит. 漯河西站)
12. Чжумадянь—Западный (кит. 驻马店西站)
13. Минган—Восточный (кит. 明港东站)
14. Синьян—Восточный (кит. 信阳东站)
15. Дау (кит. 大悟站)
16. Хэндянь—Восточный (кит. 横店东站)
17. Ухань (кит. 武汉站)